# Bruno Armirail
Bruno Armirail né le 11 avril 1994 à Bagnères-de-Bigorre (Hautes-Pyrénées) est un coureur cycliste français évoluant dans l'équipe Decathlon AG2R La Mondiale depuis 2024.

## Biographie
Bruno Armirail naît le 11 avril 1994 en France, il est fils d'Alain et d'Annie Armirail. Il grandit à Cieutat, dans les Hautes-Pyrénées. Il commence le cyclisme au sein du club de sa ville natale en 2010. Auparavant, il pratique le rugby durant six années ainsi que de la course à pied, du tennis et du ski. Il remporte une vingtaine de courses en 2e catégorie entre 2012 et 2013. Il devient même vice-champion de France du contre-la-montre espoir en août 2013 à moins de 3 secondes de Yoann Paillot qui sera sacré vice-champion du monde du contre-la-montre espoir seulement un mois plus tard.

### Armée de Terre

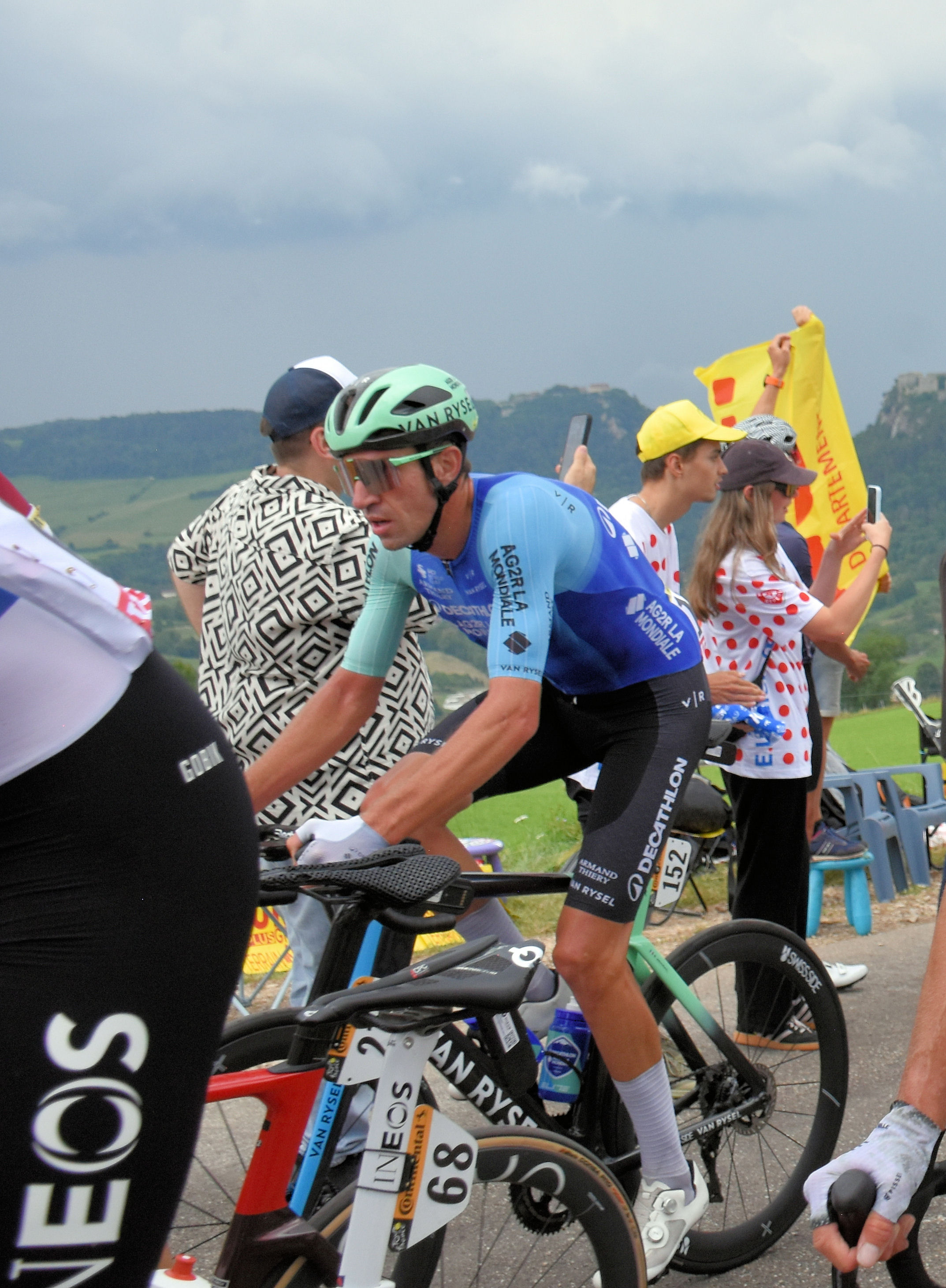
Bruno Armirail sur le Tour de France 2025

Contacté par quasiment toutes les équipes de DN1 (Division Nationale 1) après sa seconde place au championnat de France en août 2013, il choisit de s'engager avec l'une des meilleures équipes amateurs du moment. 
En 2014, il intègre l'équipe Armée de Terre qui vient de finir deuxième de la coupe de France DN1. Il obtient plusieurs bons résultats notamment en finissant 3e d'une manche de la coupe de France DN1 par étapes ainsi qu'en remportant le chrono du circuit du mené (course où les meilleurs cyclistes français dans la catégorie espoir sont présents). Il devient même en août champion de France du contre-la-montre espoirs.
Durant cette saison, il réalise plusieurs stages en équipe de France et participe au championnat d'Europe et du monde du contre-la-montre espoir où seulement deux coureurs français peuvent participer. Durant cette année également, il est suivi de très près par l'équipe professionnelle AG2R La Mondiale. Il signe même un pré-contrat avec eux pour intégrer l'équipe fin 2014 ou bien courant 2015. 
La saison suivante, la formation Armée de Terre devient une équipe continentale, Bruno Armirail y devient coureur cycliste professionnel. Son début de saison est très perturbé par un grave accident durant un entraînement, début janvier, qui lui occasionne une triple fracture de la rotule. Il est renversé par un automobiliste qui le percute en perdant le contrôle de son véhicule. Il ne retrouve la compétition qu'à l'occasion des championnats de France professionnels fin juin, où il arrive à faire seulement 40 km en course. Il a pour objectif de monter sur le podium au championnat de France espoirs de contre-la-montre qui se déroule fin août et dont il est le champion de France sortant. Avec pour seule référence le prologue du Tour Alsace où il termine 66e à 26 secondes de Julien Antomarchi, il prend finalement la 10e place. 
Malchanceux, il est de nouveau victime d'une chute, cette fois sur le Tour du Portugal en juillet 2016, lui occasionnant une fracture de l'index. Cette chute ne l'empêche pas de continuer à s’entraîner, en reprenant l'entraînement une semaine plus tard. À la suite de son gros manque de résultats lors de la saison 2015, terminant seulement trois courses dont deux contre-la-montre, et également un manque de résultats pour la saison 2016 à la suite de son accident survenu en janvier 2015, il n'est pas conservé par l'Armée de Terre et fait son retour chez les amateurs, rejoignant l'équipe Occitane CF.

### Occitane CF (2017)
Il s'adjuge sa première victoire de la saison 2017 lors du Grand Prix d'ouverture d'Albi, au mois de mars, qu’il remporte après avoir parcouru les 83 derniers kilomètres en solitaire. Ce même mois, il lève également les bras sur le Grand Prix de Saint-Etienne Loire. Fin mai, il s’adjuge le maillot de meilleur grimpeur du Tour de Gironde puis termine deuxième du Tour du Loiret, remporté par Yoann Paillot. Ce dernier le devance de nouveau en juin, lors de la première étape de La SportBreizh puis lors du championnat de France amateurs de contre-la-montre. Sur l'épreuve en ligne, c'est Flavien Maurelet qui le prive du titre. Ces performances lui valent d'intégrer l'effectif de la FDJ en tant que stagiaire pour la deuxième partie de saison. Aligné sur la Polynormande, il en prend la 15e place puis, en août, s'adjuge la 6e place du classement général du Tour du Poitou-Charentes.

### Groupama-FDJ (2018-2023)
Le 14 septembre 2017, la formation française WorldTour annonce sa signature, en compagnie de Romain Seigle, pour la saison suivante.
Dès le début de l'année 2018, il se fait remarquer sur l'Étoile de Bessèges par ses qualités de rouleur, en travaillant énormément pour ses leaders. En juin, il se classe septième du championnat de France du contre-la-montre. En fin de saison, il finit troisième du Duo normand, en compagnie de Jérémy Roy.
Il participe, le 13 août 2020, lors de la deuxième étape du Critérium du Dauphiné entre Vienne et le col de Porte, à une longue échappée de plus de 120 kilomètres dont il est le seul rescapé à 8,5 kilomètres de l'arrivée. Il termine à la soixante-septième place du classement général final de l'épreuve. Quelques jours plus tard, il se classe troisième du championnat de France du contre-la-montre derrière Rémi Cavagna et Benjamin Thomas. 
À la fin de la saison, il participe au Tour d'Espagne 2020, son deuxième Grand Tour. Il se montre d'une très grande aide pour son leader David Gaudu, qu'il accompagne lors de ses deux échappées victorieuses. Son travail permet au jeune breton de s'imposer aux sommets de l'Alto de la  Farrapona et de l'Alto de la Covatilla. Armirail tente lui aussi sa chance en attaquant dans le dernier kilomètre de la 16e étape. Il obtient également une belle cinquième place lors de la 13e étape, un contre-la-montre, en terminant notamment devant le champion de France Rémi Cavagna. Le nouveau lieutenant de David Gaudu conclut sa saison avec ce Tour d'Espagne plein de promesses pour le futur.
En 2021, il participe à son premier Tour de France en tant qu'équipier pour David Gaudu et Arnaud Démare. Armirail explique dans le journal l'Equipe se satisfaire de son rôle d'équipier : « Dans une équipe de vélo, c'est comme à l'usine : il y a une hiérarchie et il vaut mieux que celui qui n'est pas fait pour être patron ne le devienne jamais. Moi, j'aime mon statut d'équipier. J'en tire beaucoup de fierté. Je ne vais pas vite au sprint, je ne suis pas un grand grimpeur. Être protégé pour faire top 25, à quoi ça sert ? ».
En avril 2022, il participe notamment à la Flèche wallonne, où il est membre de l'échappée du jour. Après avoir été vexé de ne pas être retenu pour participer au Tour de France, il est sacré champion de France du contre-la-montre. Sélectionné pour le Tour d'Espagne, il y est non-partant lors de la dix-huitième étape en raison d'une bronchite.
Le 20 mai 2023, à l'issue de la 14e étape du Tour d'Italie, disputée entre Sierre (Valais, Suisse) et Cassano Magnago (Lombardie), il devient le premier coureur français depuis Laurent Jalabert, en 1999, à endosser le maillot rose de leader sur cette course. Il conserve ce maillot pendant deux étapes. Membre de l'équipe de France présente aux championnats du monde de cyclisme sur route quelques semaines plus tard, il s'adjuge la médaille d'argent du contre-la-montre par équipes en relais mixte avec ses équipiers d'un jour : Bryan Coquard, Rémi Cavagna, Juliette Labous, Audrey Cordon-Ragot et Cédrine Kerbaol. Il remporte le mois suivant la médaille d'or de la spécialité lors des championnats d'Europe. L'équipe était la même, à l'exception de Benjamin Thomas, qui remplaçait Bryan Coquard.

### Décathlon AG2R La Mondiale (2024-)

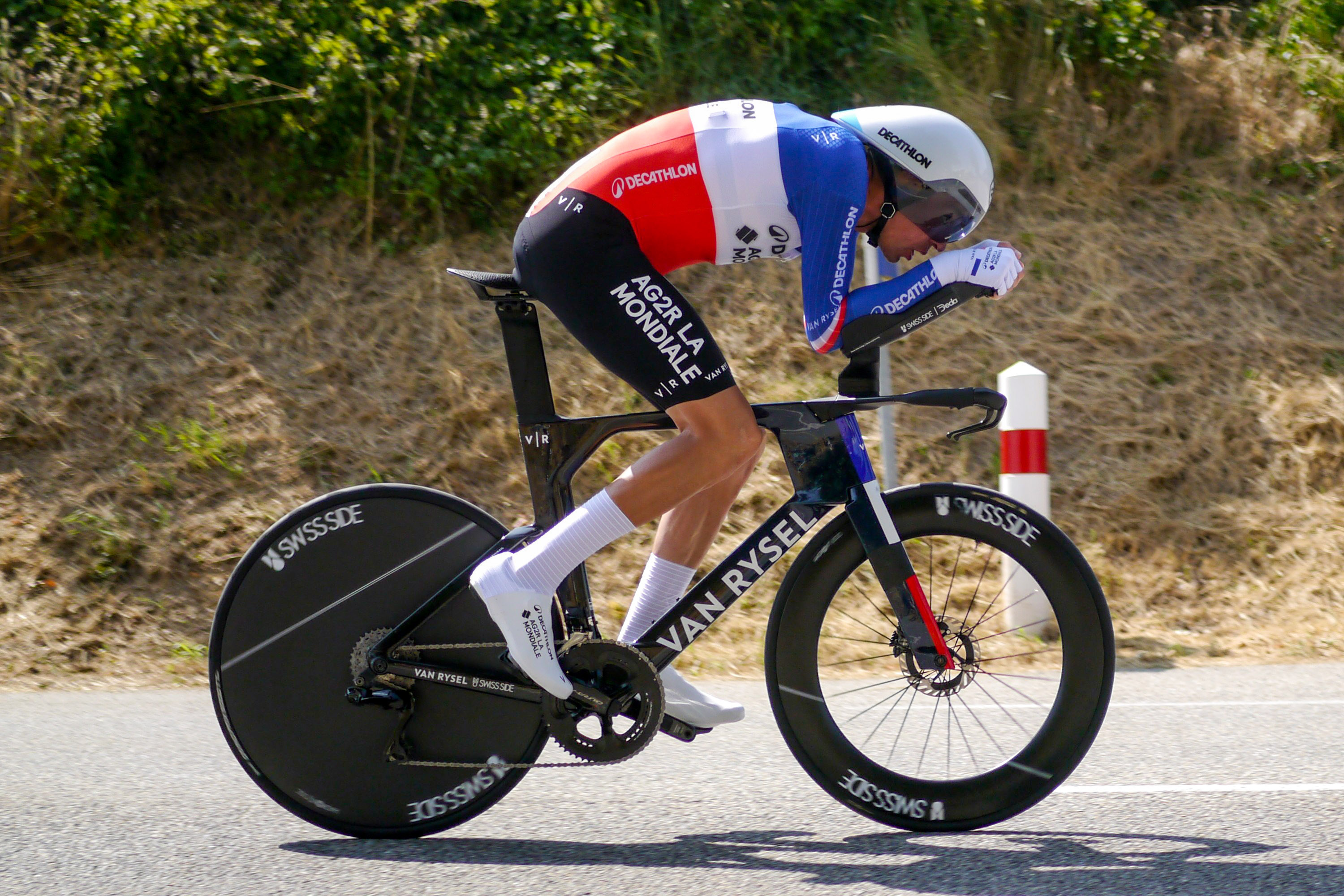
Bruno Armirail avec sa tunique de champion de France à l'occasion du Critérium du Dauphiné 2025.

En novembre 2023, Décathlon AG2R La Mondiale annonce le recrutement d'Armirail pour deux saisons.
La saison du rouleur Français débute sur le Tour de La Provence où il signe une cinquième place sur le prologue inaugural mais déclare forfait avant la dernière étape alors qu’il est deuxième du classement général. Il poursuit sa saison sur le Tour des Émirats arabes unis et sur Paris-Nice où il se classe deux fois dans le top 10 sur les contre-la-montre. Sur le Tour du Pays basque, le Français se classe 12e du prologue. Lors  des classiques ardennaises, il se mue en équipier pour Benoît Cosnefroy et Aurélien Paret-Peintre qui feront chacun un top 5 sur la Flèche wallonne et sur Liège-Bastogne-Liège. Il s’engage par la suite sur le Tour de Romandie où il termine 5e de la 4e étape. Après deux mois sans courir, Armirail s’élance sur le Critérium du Dauphiné où il participe à plusieurs échappées et finit 8e du contre-la-montre. Lors du championnat de France de contre-la-montre, Armirail s’impose en devançant Kévin Vauquelin de 3 secondes.
Bruno Armirail participe pour la deuxième fois de sa carrière au Tour de France mais ne parvient pas à entrer dans le top 20 lors des deux contre-la-montre et signe sa meilleure place (14e) sur la 17e étape. Son équipe l’aligne un mois plus tard au départ de la Tour d’Espagne, où il prend notamment la 9e place sur le prologue à 18 secondes du vainqueur.
Le 26 juin 2025, il conserve son titre de champion de France de contre-la-montre aux Herbiers, en devançant Kévin Vauquelin (Arkéa B&B Hotels) de 21 secondes et son coéquipier Paul Seixas de 44 secondes.

## Palmarès

### Palmarès amateur
- 2012
  - Tour des Trois Vallées
  - 2e du championnat Midi-Pyrénées sur route juniors
- 2013
  - Champion Midi-Pyrénées du contre-la-montre
  - 2e du championnat de France du contre-la-montre espoirs
  - 2e du Chrono des Nations-Les Herbiers-Vendée espoirs
  - 2e du Grand Prix de Biran
- 2014
  -  Champion de France du contre-la-montre espoirs
  - Champion Midi-Pyrénées du contre-la-montre
  - 1re étape du Circuit du Mené
  - 2e du Tour de Basse-Navarre
  - 2e du Circuit du Mené
  - 2e du Circuit Jean Bart
  - 3e du Circuit de l'Essor
  - 3e de la Boucle de l'Artois
  - 3e du Tour d'Eure-et-Loir
- 2017
  - Grand Prix d'ouverture d'Albi
  - Trophée des Bastides
  - Grand Prix de Saint-Étienne Loire
  - 2e du Tour du Loiret
  - 2e du championnat de France du contre-la-montre amateurs
  - 2e du championnat de France sur route amateurs
  - 3e de La Durtorccha
  - 3e du Grand Prix des Fêtes de Cénac-et-Saint-Julien

### Palmarès professionnel
- 2018
  - 3e du Duo normand (avec Jérémy Roy)
- 2020
  - 3e du championnat de France du contre-la-montre
- 2021
  - 2e du championnat de France du contre-la-montre
  - 2e du Tour Poitou-Charentes en Nouvelle-Aquitaine
  - 3e du Mercan'Tour Classic Alpes-Maritimes
- 2022
  -  Champion de France du contre-la-montre
  - 10e du Tour de Pologne
  - 10e du championnat du monde du contre-la-montre
- 2023
  -  Champion d'Europe du contre-la-montre en relais mixte
  - 3e b étape du Tour Poitou-Charentes en Nouvelle-Aquitaine (contre-la-montre)
  -  Médaillé d'argent du championnat du monde du contre-la-montre par équipes en relais mixte
  - 2e du championnat de France du contre-la-montre
  - 2e du Tour du Poitou-Charentes en Nouvelle-Aquitaine
- 2024
  -  Champion de France du contre-la-montre
- 2025
  -  Champion de France du contre-la-montre

## Résultats sur les grands tours

### Tour de France
3 participations
- 2021 : 83e
- 2024 : 33e
- 2025 : 50e

### Tour d'Italie
1 participation
- 2023 : 16e,  maillot rose pendant 2 jours.

### Tour d'Espagne
4 participations
- 2019 : 91e
- 2020 : 28e
- 2022 : non partant (18e étape)
- 2024 : 69e

## Classements mondiaux
| Année                                 | 2017  | 2018  | 2019  | 2020 | 2021 | 2022 | 2023 | 2024 |
| ------------------------------------- | ----- | ----- | ----- | ---- | ---- | ---- | ---- | ---- |
| Classement mondial                    | 1092e | 1355e | 1126e | 382e | 306e | 260e | 197e | 246e |
| UCI Europe Tour                       | 697e  | 839e  | 797e  | 314e | 259e | 212e | nc   | nc   |
|                                       |       |       |       |      |      |      |      |      |
| Légende : nc = non classéSource : UCI |       |       |       |      |      |      |      |      |